# (137052) Tjelvar
(137052) Tjelvar est un astéroïde Apollon découvert le 15 novembre 1998 par Claes-Ingvar Lagerkvist à l'observatoire de La Silla, nommé d'après le personnage de la mythologie nordique Thjálfi.